# Sinopterus
Genre
Espèces de rang inférieur
- † Sinopterus dongi Wang et Zhou[1], 2003, espèce type
- †  ? "Sinopterus" gui Li, Lü & Zhang, 2003
- †  ? "Sinopterus" jii Lü & Yuan, 2005
- † Sinopterus lingyuanensis Lü et al., 2016

Sinopterus est un genre éteint de ptérosaures du clade des tapéjaromorphes et de la famille des Tapejaridae.
Il a vécu l'Est de la Chine où ses restes fossiles ont été découverts dans la formation géologique de Jiufotang (biote de Jehol) près de la ville de Cháoyáng dans la province du Liaoning. Cette couche est datée du Crétacé inférieur (Albien), soit il y a environ entre 121,4 et 113,2 millions d'années.

## Description

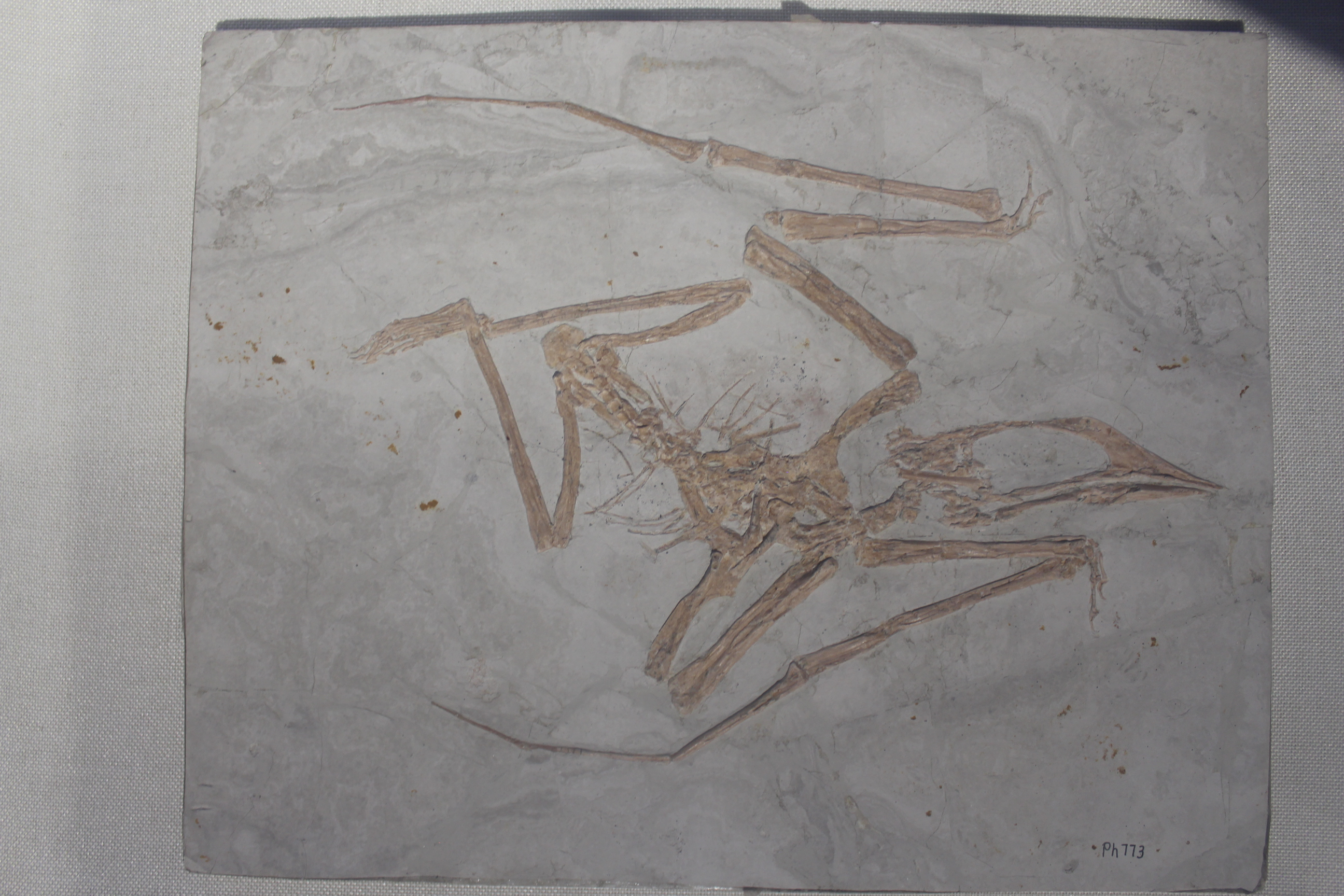
Sinopterus Beijin conserver au musée d'histoire naturel à Pékin

Sinopterus est caractérisé par un crâne de grande taille terminé par un bec pointu à la manière des oiseaux. Ce reptile volant édenté, porte une longue crête osseuse sur son crâne avec une pointe vers l'arrière surplombant l'arrière du crâne. Crâne qui est plus petit que la plupart des autres tapéjaridae.

## Liste des espèces

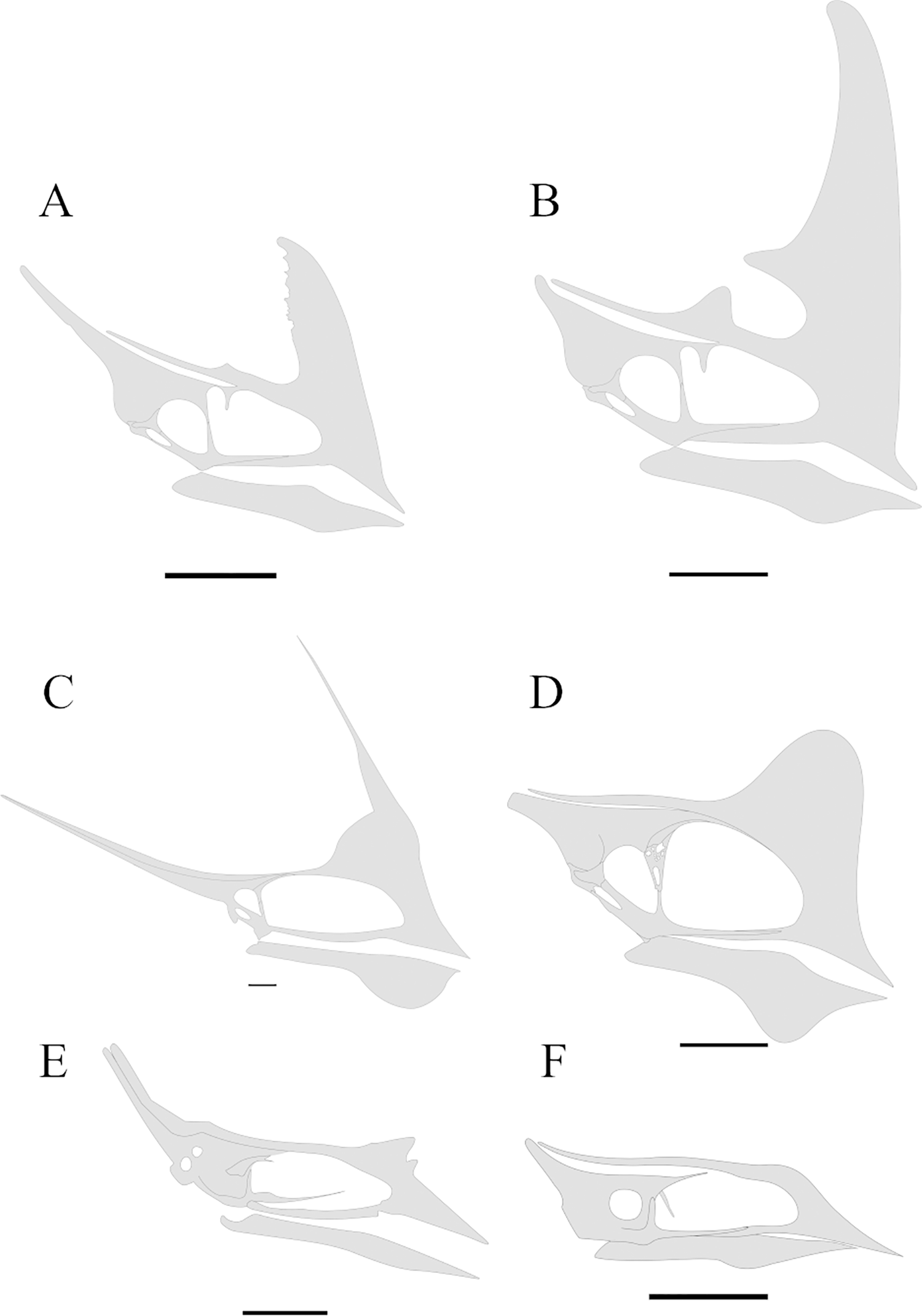
Comparaison des crânes de plusieurs Tapejaridae.

Quatre espèces ont été rattachées au genre Sinopterus. La validité de deux, S. gui et S. jii, est fortement remise en cause :
- Sinopterus dongi, l'espèce type, est basée sur un squelette et un crâne quasi complets (holotype). Le crâne a une longueur de 17 centimètres, une taille similaire à celle de Huaxiapterus jii découvert dans la même formation géologique[2]. Son envergure a été estimée à 1,2 mètre.
- "Sinopterus gui ", décrite également en 2003 à partir d'un squelette presque complet (référencé BPV-077) de la même formation géologique de Jiufotang. Ses inventeurs, Li, Lü et Zhang, créent cette espèce en notant sa taille réduite de moitié par rapport à l'espèce type S. dongi et la présence d'un notarium, os dorsal résultant de la fusion de plusieurs vertèbres dorsales[3]. La validité de cette espèce a été remise en cause en 2007 par Kellner et al.[4] puis en 2011 par F. L. Pinheiro et al. qui la considèrent comme un juvénile de S. dongi[5]. Cependant Andres, Clark et Xu en 2014[6] la considèrent comme une espèce basale de tapéjaromorphes proche de Nemicolopterus crypticus.
- "Sinopterus jii ", décrite par Lü & Yuan en 2005 comme l'espèce type du genre Huaxiapterus. Plusieurs paléontologues considèrent alors qu'elle doit être renommée Sinopterus jii[4],[5]. Cependant en 2014, Andres, Clark et Xu conduisent une analyse phylogénétique complète des ptérosaures qui réhabilite l'attribution à Huaxiapterus jii[6].
- Sinopterus lingyuanensis, décrite en 2016 par Lü, Teng, Sun, Shen, Li, Gao et Liu, montre des différences avec l'espèce type sur la taille de sa fenêtre antéorbitaire et sur les proportions relatives d'une part de son fémur et tibia et, d'autre part, de ses premier et second doigts[7].